# Saure Rolle
Saure Rolle (niederdeutsch Sur Rull) ist eine regionale Wurstspezialität der schleswig-holsteinischen Westküste, wo sie insbesondere in ihrer Herkunftsregion Eiderstedt anzutreffen ist, aber auch in Dithmarschen und in der Husumer Region. Die Wurst besteht aus sauer eingelegtem Rindfleisch in einer Pansenhülle und gilt als „friesische Variante des Saumagens“. Sie wird hauptsächlich gebraten verzehrt. Zusammen mit verschiedenen Gemüse- und Sättigungsbeilagen ist Saure Rolle auch als eigenständiges, traditionelles Fleischgericht der Schleswig-Holsteiner Küche bekannt.
Ursprünglich wurde Saure Rolle aus den nach der Hausschlachtung verbleibenden Fleischresten hergestellt, die in zusammengenähten Hüllen aus Pansen gekocht und zur Verlängerung der Haltbarkeit sauer eingelegt wurden. Heute wird Saure Rolle meist von handwerklichen Fleischereibetrieben nach Art einer groben Brühwurst aus grob entsehntem, magerem und fettem sowie in kleine Streifen geschnittenem Rindfleisch hergestellt. Typische Gewürze sind Salz, Pfeffer und Nelken. Die Fleischmasse wird in Hüllen mit großem Kaliber von etwa 15 cm Durchmesser aus zugenähtem Rinder-Pansen (gereinigt und gewendet) gefüllt. Die Fleischrollen werden an den Enden verschlossen, gebrüht und dann mindestens 14 Tage in Essiglauge eingelegt.
Teils ist auch das Einlegen in Molke gebräuchlich. Eine Variante ist in Ostfriesland als Rull in Suur bekannt; dabei wird Rinderhackfleisch verwendet, das mit Salz und gehackten Zwiebeln gewürzt, in Rinderpansen gefüllt und dann in Molke gesäuert wird. Eine ähnliche Wurstzubereitung ist in den Niederlanden unter der Bezeichnung rolpens (pens, deutsch ‚Pansen‘) bekannt.
Zur Zubereitung als Gericht wird die Saure Rolle in zirka 2 cm dicke („fingerdicke“) Scheiben geschnitten, in Mehl gewendet und kurz angebraten. Als Beilagen werden dazu in Eiderstedt traditionell „gestovte Rüben“ (Gemüsezubereitung aus Steckrüben-Würfeln in Butter-Mehl-Sauce) und Salzkartoffeln gereicht, die mit dem Bratfett oder zerlassener Butter übergossen werden. Die „Husumer Saure Rolle“ wird hingegen meist zusammen mit Bratkartoffeln und Krautsalat angeboten. Als weitere Beilagen zur Sauren Rolle sind auch Bohnen, Erbsen und Möhren, Rotkohl, Schwarzwurzeln oder „Bratäpfel“ (geschmorte Apfel- und Zwiebelscheiben) sowie Kartoffelmus und Zwiebelstippe bekannt.